# Balmuccia
Balmuccia (Balmucia in piemontese) è un comune italiano di 113 abitanti della provincia di Vercelli in Piemonte. Sorge alla confluenza del Sermenza con il Sesia. Nel territorio comunale si trova la frazione di Guaifola. Le Cime che la circondano non superano i 2000 m, tra le più caratteristiche abbiamo i Denti di Gavala.

## Geografia fisica

### Formazione geologica
In seguito a movimenti della crosta terrestre, avvenuti fra i 60 e i 30 milioni di anni fa, responsabili della formazione delle Alpi, a Balmuccia riemersero le peridotiti del mantello, tuttora visibili, del Supervulcano fossile della Valsesia, esploso circa 300 milioni di anni fa.

## Origini del nome
Il toponimo deriva da piccola balma, ossia piccola cavità, incassata tra le montagne che paiono soffocarla.

## Storia

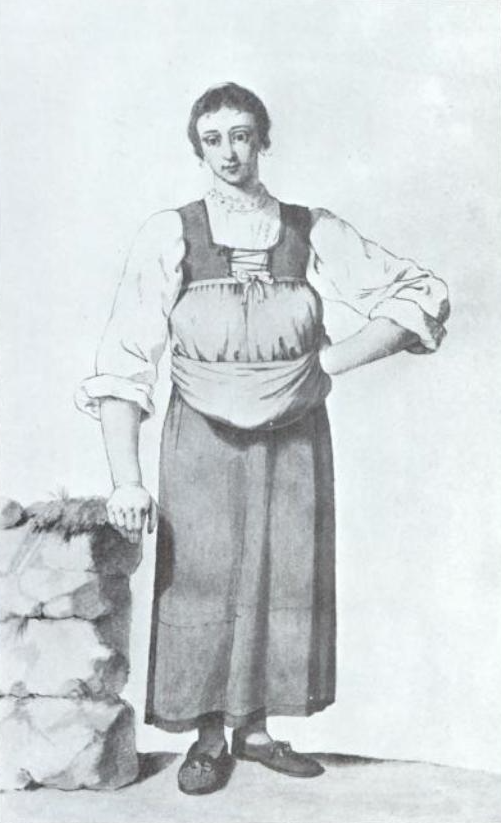
Costume tradizionale

Storicamente Balmuccia fu soggetta alla parrocchia di Scopa, dalla quale si separò nel 1584.

## Monumenti e luoghi d'interesse
La Parrocchiale di Santa Margherita venne edificata nel 1500, nel 1584 divenne parrocchiale e ricostruita circa un secolo dopo, è ad una sola navata. Al suo interno è presente una pala raffigurante Santa Margherita, attribuita ad Antonio Olivazzi. Presumibilmente dello stesso autore vi sono anche tre tele del coro raffiguranti l'Annunciazione, la Natività, e le Anime Purganti. Oltre alla chiesa descritta, nel capoluogo si trovano un teatro e un monumento ai caduti.

### Teatro Sociale
Il 13 marzo 1877 viene fondata la società "Dilettanti filodrammatici di Balmuccia", il cui scopo primo è la costruzione di un teatro cittadino.
Grazie alla vendita di cedole azionarie, i lavori hanno inizio.
Appena due anni dopo, il Teatro Sociale viene inaugurato.

Dopo un periodo di massimo splendore negli ultimi anni '50, inizia il progressivo declino che porta alla chiusura alla fine degli anni '60.

Nel 2004 viene avviato un progetto di ristrutturazione, che porta alla riapertura nel 2008.

## Società

### Evoluzione demografica
Abitanti censiti

## Cultura

### Cinema
A Balmuccia sono state girate alcune riprese del film Tiro al Piccione del regista Giuliano Montaldo nel 1961.

## Geografia antropica

### La frazione Guaifola
Nella frazione Guaifola, situata all'inizio del comune, sorge l'Oratorio dei Santi Antonio Abate e Antonio da Padova con dipinti dell'Orgiazzi e di Giovanni Avondo, rappresentanti episodi della vita del santo.

### La località Dinelli
In località Dinelli è ubicato il piccolo santuario della Madonna del Carmine, in cui annualmente, in luglio, si celebra l'omonima festa.

## Economia
Mentre nei secoli scorsi l'economia del comune si fondava principalmente su attività artigianali, con la presenza di una fucina e di una segheria, attualmente esiste solo una cava per l'estrazione dei sassi in località Giavine Rossi.

## Amministrazione
| Periodo        | Periodo        | Primo cittadino    | Partito      | Carica  | Note |
| -------------- | -------------- | ------------------ | ------------ | ------- | ---- |
| 30 maggio 2006 | 15 maggio 2011 | Moreno Uffredi     | lista civica | Sindaco |      |
| 16 maggio 2011 | 4 giugno 2016  | Antonella De Regis | lista civica | Sindaco |      |
| 5 giugno 2016  | 4 ottobre 2021 | Moreno Uffredi     | lista civica | Sindaco |      |
| 4 ottobre 2021 | in carica      | Moreno Uffredi     | lista civica | Sindaco |      |